# Ethan Finlay
Ethan Finlay (Duluth, 6 agosto 1990) è un ex calciatore statunitense, di ruolo attaccante.

## Carriera
Ethan Finley viene selezionato come 10ª scelta al SuperDraft del 2012 dal Columbus Crew.
Fa il suo esordio in Major League Soccer il 10 marzo 2012 nella sconfitta per 2-0 contro il Colorado Rapids.
Segna la prima rete da professionista nel maggio 2014 contro i Portland Timbers, match terminato 3-3.
La stagione MLS 2015 è la sua miglior stagione a livello realizzativo, con 12 gol e 13 assist.
Il 9 agosto 2017, a stagione in corso, viene ceduto al Minnesota United con i quali termina la stagione totalizzando 11 presenze e tre reti.
Il 20 dicembre 2021, passa a titolo gratuito all'Austin FC.

## Statistiche

### Presenze e reti nei club
| Stagione                | Squadra                 | Campionato              | Campionato | Campionato | Coppe nazionali | Coppe nazionali | Coppe nazionali | Coppe continentali | Coppe continentali | Coppe continentali | Altre coppe | Altre coppe | Altre coppe | Totale | Totale |
| Stagione                | Squadra                 | Comp                    | Pres       | Reti       | Comp            | Pres            | Reti            | Comp               | Pres               | Reti               | Comp        | Pres        | Reti        | Pres   | Reti   |
| ----------------------- | ----------------------- | ----------------------- | ---------- | ---------- | --------------- | --------------- | --------------- | ------------------ | ------------------ | ------------------ | ----------- | ----------- | ----------- | ------ | ------ |
| 2012                    | Columbus Crew           | MLS                     | 15         | 0          | USOC            | 1               | 0               | -                  | -                  | -                  | -           | -           | -           | 16     | 0      |
| 2013                    | Columbus Crew           | MLS                     | 20         | 0          | USOC            | 2               | 0               | -                  | -                  | -                  | -           | -           | -           | 22     | 0      |
| 2014                    | Columbus Crew           | MLS                     | 29+2       | 11+0       | USOC            | 1               | 0               | -                  | -                  | -                  | -           | -           | -           | 32     | 11     |
| 2015                    | Columbus Crew           | MLS                     | 34+5       | 12+1       | USOC            | 1               | 1               | -                  | -                  | -                  | -           | -           | -           | 40     | 14     |
| 2016                    | Columbus Crew           | MLS                     | 34         | 6          | USOC            | 2               | 2               | -                  | -                  | -                  | -           | -           | -           | 36     | 8      |
| 2017                    | Columbus Crew           | MLS                     | 19         | 1          | USOC            | 1               | 0               | -                  | -                  | -                  | -           | -           | -           | 19     | 1      |
| Totale Columbus Crew    | Totale Columbus Crew    | Totale Columbus Crew    | 158        | 31         |                 | 8               | 3               |                    | -                  | -                  |             | -           | -           | 166    | 34     |
| ago. 2017               | Minnesota United        | MLS                     | 11         | 3          | USOC            | -               | -               | -                  | -                  | -                  | -           | -           | -           | 11     | 3      |
| 2018                    | Minnesota United        | MLS                     | 7          | 2          | USOC            | 0               | 0               | -                  | -                  | -                  | -           | -           | -           | 7      | 2      |
| 2019                    | Minnesota United        | MLS                     | 33+1       | 7+0        | USOC            | 5               | 1               | -                  | -                  | -                  | -           | -           | -           | 39     | 7      |
| 2020                    | Minnesota United        | MLS                     | 11+3       | 2+0        | -               | -               | -               | -                  | -                  | -                  | MisB        | 6           | 2           | 20     | 4      |
| 2021                    | Minnesota United        | MLS                     | 30         | 3          | -               | -               | -               | -                  | -                  | -                  | -           | -           | -           | 30     | 3      |
| Totale Minnesota United | Totale Minnesota United | Totale Minnesota United | 96         | 17         |                 | 5               | 1               |                    | -                  | -                  |             | 6           | 2           | 107    | 20     |
| 2022                    | Austin FC               | MLS                     | 34+3       | 5+0        | USOC            | 1               | 0               |                    | -                  | -                  |             | -           | -           | 38     | 5      |
| 2023                    | Austin FC               | MLS                     | 34         | 5          | USOC            | 2               | 0               | CCL                | 2                  | 0                  | LC          | 2           | 1           | 40     | 6      |
| 2024                    | Austin FC               | MLS                     | 22         | 1          |                 | -               | -               |                    | -                  | -                  | LC          | 0           | 0           | 22     | 1      |
| Totale Austin FC        | Totale Austin FC        | Totale Austin FC        | 90+3       | 11+0       |                 | 3               | 0               |                    | 2                  | 0                  |             | 2           | 1           | 100    | 11     |
| Totale carriera         | Totale carriera         | Totale carriera         | 347        | 59         |                 | 16              | 4               |                    | 2                  | 0                  |             | 8           | 3           | 383    | 66     |

### Cronologia presenze e reti in nazionale
| Cronologia completa delle presenze e delle reti in nazionale ― Stati Uniti | Cronologia completa delle presenze e delle reti in nazionale ― Stati Uniti | Cronologia completa delle presenze e delle reti in nazionale ― Stati Uniti | Cronologia completa delle presenze e delle reti in nazionale ― Stati Uniti | Cronologia completa delle presenze e delle reti in nazionale ― Stati Uniti | Cronologia completa delle presenze e delle reti in nazionale ― Stati Uniti | Cronologia completa delle presenze e delle reti in nazionale ― Stati Uniti | Cronologia completa delle presenze e delle reti in nazionale ― Stati Uniti |
| Data                                                                       | Città                                                                      | In casa                                                                    | Risultato                                                                  | Ospiti                                                                     | Competizione                                                               | Reti                                                                       | Note                                                                       |
| -------------------------------------------------------------------------- | -------------------------------------------------------------------------- | -------------------------------------------------------------------------- | -------------------------------------------------------------------------- | -------------------------------------------------------------------------- | -------------------------------------------------------------------------- | -------------------------------------------------------------------------- | -------------------------------------------------------------------------- |
| 31-1-2016                                                                  | Carson                                                                     | Stati Uniti                                                                | 3 – 2                                                                      | Islanda                                                                    | Amichevole                                                                 | -                                                                          | 61’                                                                        |
| 5-2-2016                                                                   | Carson                                                                     | Stati Uniti                                                                | 1 – 0                                                                      | Canada                                                                     | Amichevole                                                                 | -                                                                          | 88’                                                                        |
| 29-3-2016                                                                  | Columbus                                                                   | Stati Uniti                                                                | 4 – 0                                                                      | Guatemala                                                                  | Qual. Mondiali 2018                                                        | -                                                                          | 71’                                                                        |
| Totale                                                                     |                                                                            | Presenze                                                                   | 3                                                                          |                                                                            | Reti                                                                       | 0                                                                          |                                                                            |